# Маньковецька ЗОШ
Маньковецька ЗОШ І-ІІІ ступенів - цезагальноосвітня  школа в селі Маньківці Барського району Вінницької області.

## Історія
Перша згадка про школу датується 1789 роком.Це була двокласна школа, де навчалось біля 30 дітей.
З 1874 року в Маньківцях працює єдине в районі міністерське однокласне училище.В 1900 році пані Марія Львова, якій належало село, збудувала нове приміщення двокласної школи. Воно стоїть і понині. Діти навчались в двох великих класах і був один учитель.
Згодом взяли ще  учителів, це був пан Мітлаш і пан Качур з Глинянки. Двокласна школа існувала до революції.
Вже після революції в селі працювала чотирьохкласна школа. А згодом  ще до війни 1941-1945 років  школа стає семирічною.
Після війни школа  працювала в дві зміни. Викладали в школі 15 вчителів. Вивчались такі предмети : українська мова та література,російська мова та література, біологія, хімія. історія. географія, конституція, німецька мова та фізкультура.
В 1947 році вже працювала також вечірня школа для сільської молоді. В ній вчилися неписьменні та малописьменні. Були класи — комплекти : 1 — 3 клас і 2 - 4 клас.
В 1947 році в школі відкрили бібліотеку. Книги збирали серед населення і тому дуже їх берегли. Навчання закінчувалося 17 травня і починалися екзамени: в 4 і 7 класах - державні випускні,а 5,6класи булиперевідні. Під час літніх канікул піонервожатий збирав загони учнів, які допомагали колгоспам в зборі урожаю, в боротьбі зі шкідниками сільськогосподарських рослин. В селі були три колгоспи.
В 1948-1949 роках школа була семирічна, але було 11 комплектів, працювали паралельні класи. В тому навчальному році в перший клас набрали 56 УЧНІВ. В інших класах було по 30-35 учнів . Заняття проводились в двох корпусах у дві зміни. З 1 березня 1949р. в школі було запроваджено гарячі обіди.
В 1951 - 1952 навчальних роках було багато учнів, діти навчалися в три зміни і тому постало питання про відкриття середньої школи. 
В березні 1952 року в школі був організований пришкільний інтернат, де перебували учні з інших сіл, їх годували.
В 1952 році був організований духовий оркестр з 20 чоловік. Проводили паради, ішли до костьолу і там проводили урочистості.
В школі було дуже багато малозабезпечених дітей і їм щороку давали матеріальну допомогу.
В 1956-1957 році відкрили восьмий клас. А в 1958 - дев’ятий клас.
У 1960 році був перший випуск 10 класу.
Три учні 60 року випуску класу закінчили школу зі срібною медаллю. Це - Блащук Григорій Филимонович, зараз пра¬цює вчителем математики в Степанецькій НЗСШ, Гадасюк Іван Кирилович, Гадасюк Ольга Онисимівна.В школі на той час навчалось до 500 чоловік.
Школа навчалась в три зміни. Тому спочатку був добудований корпус, де зараз знаходяться молодші класи і майстерня, потім був добудований двоповерховий корпус школи. Це було приблизно в 1965 р.
В 1975році був побудований корпус №3.

## Директори школи
В 30-х роках XX століття директором школи був Кобжицький Василь Петрович. Під час Другої Світової війни був на фронті. І знову очолив в 1945 році.
В 1947 році Маньковецьку семирічку очолює Шаповалов Леонід Володимирович, який прийшов з фронту в чині капітана.
В 1951 - 1952 роках директор школи Шмундій Василь Степанович,